# Distrikt Mardsch Uyun
Der Distrikt Mardsch Uyun (auch Marjeyoun, arabisch قضاء مرجعيون, DMG Qaḍāʾ Marǧʿayūn) ist ein Verwaltungsbezirk im Gouvernement Nabatäa der Republik Libanon. Die Bezirkshauptstadt ist Mardsch Uyun. Mardsch Uyun liegt auf einem Hügel mit Blick auf den Berg Hermon im Osten und die Burg Beaufort. Im Westen grenzt es an den Litani-Fluss und das Amilgebirge. Im Norden zeichnen sich die Gebiete Rihan, Niha und das Libanongebirge ab. Des Weiteren erstrecken sich im Süden die fruchtbaren Ebenen von Sahil Marjeyoun bis in den Norden Israels, zwischen dem Galiläa-Finger und den Ebenen unmittelbar unterhalb der Golanhöhen.

## Gemeinden
- Blida (Süd-Libanon)
- Chiyam
- Mais al-Dschabal
- Taibe, Dorf und archäologische Stätte